# Квятково (Вармінсько-Мазурське воєводство)
Квятково (пол. Kwiatkowo, нім. Blumstein) — село в Польщі, у гміні Лельково Браневського повіту Вармінсько-Мазурського воєводства.
Населення — 126 осіб (2011).
У 1975-1998 роках село належало до Ельблонзького воєводства.

## Демографія
Демографічна структура станом на 31 березня 2011 року:
|          | Загалом | Допрацездатний вік | Працездатний вік | Постпрацездатний вік |
| -------- | ------- | ------------------ | ---------------- | -------------------- |
| Чоловіки | 64      | 16                 | 42               | 6                    |
| Жінки    | 62      | 15                 | 28               | 19                   |
| Разом    | 126     | 31                 | 70               | 25                   |